# Allium parnassicum
Allium parnassicum är en amaryllisväxtart som först beskrevs av Pierre Edmond Boissier, och fick sitt nu gällande namn av Eugen von Halácsy. Allium parnassicum ingår i släktet lökar, och familjen amaryllisväxter. IUCN kategoriserar arten globalt som otillräckligt studerad. Inga underarter finns listade i Catalogue of Life.